# Yann Tambour
Pour les articles homonymes, voir tambour.
Yann Tambour est un musicien français. Il s'est fait connaître par ses projets Encre puis Thee, stranded horse.
Yann Tambour compose beaucoup à partir de la guitare, mais il joue aussi très bien de la kora, dans un style très déroutant et sensible, avec un important travail sur l'échantillonnage et les harmonies.

## Discographie
- Sous son nom :
  - Pente Est / Albeit Cale (EP, 2000 sur Active Suspension)
- Encre :
  - Encre (2001 sur Clapping Music)
  - Marbres (EP, 2003 sur Clapping Music)
  - Flux (2004 sur Clapping Music)
  - Common Chord (Live, 2006 sur Clapping Music)
  - Encre à Kora (EP, 2006 sur Intr-Version)
  - Plexus II (EP, 2006 sur Miasmah)
- Thee, stranded horse :
  - Thee, Stranded Horse (EP, 2005 sur Clapping Music)
  - Churning Strides (2007 sur Blanktapes)
  - Thee, Stranded Horse and Ballaké Sissoko (EP, 2008 sur Talitres)
  - Humbling Tides (2011) [1]
  - Luxe (2016, sur Talitres)
  - The Warmth You Deserve (with Boubacar Cissokho) (4 avril 2025)